# Mortęgi
Mortęgi (niem. Mortung) – wieś w Polsce położona w województwie warmińsko-mazurskim, w powiecie iławskim, w gminie Lubawa. W latach 1975–1998 miejscowość administracyjnie należała do województwa olsztyńskiego.
W zabytkowym neoklasycystycznym pałacu z XIX w. (do 1945 r. należał do rodziny Geiger) mieści się obecnie pensjonat agroturystyczny.

## Historia
W XIV wieku była to wieś szlachecka na prawie polskim (prawo lokacyjne). Wielki mistrz krzyżacki Michał Küchmeister zmienił na prawo chełmińskie. Później wielki mistrz Dytryk von Aldenburg nadał wieś Ludwikowi z Krzykos, a w 1402 przywilej potwierdził biskup Chełmiński Jan dla Ludwika z Mortęg (protoplasta rodu Mortęskich, wśród których dwóch było wojewodami chełmińskimi. Ród pieczętujący się herbem Orlik był pochodzenia pruskiego i przeniósł się z Pomezanii do Ziemi Chełmińskiej). W okresie krzyżackim wieś wchodziła administracyjnie do wójtostwa bratiańskiego. W 1497 r. Ludwik z Mortęg zapisał dominikanom w Toruniu 300 marek na odprawianie jednej mszy świętej w tygodniu. W 1556 r. urodziła się w Mortęgach Magdalena Mortęska, późniejsza ksieni zakonu Benedyktynek w Chełmnie. W 1667 r. właścicielem wsi był Stanisław Narzymski, także skoligacony z rodem Kostków.
Kaplica w Mortegach, wybudowana przez Mortęskich, znajdowała się przy domu, była to kaplica grobowa. W 1619 r. ksieni Magdalena Mortęska przeniosła zwłoki pogrzebanych przodków i umieściła w nowo zbudowanej kaplicy Mortęskich w kościele parafialnym w Lubawie. Kaplica w Mortęgach po tym czasie była używana w celach religijnych, a w roku 1630 bp Zadzik zezwolił na odprawianie w niej mszy świętych w dzień powszedni. W tym czasie Mortęgi były w posiadaniu Stanisława Działyńskiego, starosty tolkmickiego.
Pod koniec listopada 1906 r. w miejscowej szkole elementarnej odbył się strajk dzieci przeciwko nauczaniu religii w języku niemieckim, który trwał 6 dni. Z uczestników strajku znane jest tylko nazwisko jednego dziecka: Dobrzyński. Strajk był elementem znacznie większej akcji biernego oporu wobec pruskich władz szkolnych, która na przełomie 1906 i 1907 r. objęła ponad 460 (!) szkół w prowincji Prusy Zachodnie, czyli przedrozbiorowe Pomorze Gdańskie, Powiśle, ziemię chełmińską i ziemię lubawską oraz część Krajny. Inspiracją dla strajków pomorskich były wcześniejsze działania dzieci w prowincji wielkopolskiej, ze słynnym strajkiem we Wrześni (1901) na czele.

## Zabytki
Do wojewódzkiego rejestru zabytków wpisane są obiekty:
- zespół pałacowy z połowy XIX w.: 
  - pałac w Mortęgach,
  - park.